# Stenoporpia dejecta
Stenoporpia dejecta là một loài bướm đêm trong họ Geometridae.